# Didymocarpus newmannii
Didymocarpus newmannii är en tvåhjärtbladig växtart som beskrevs av Brian Laurence Burtt. Didymocarpus newmannii ingår i släktet Didymocarpus och familjen Gesneriaceae. Inga underarter finns listade i Catalogue of Life.